# Provincia de Kashkadar
Kashkadar es una de las doce provincias que, junto con la república autónoma Karakalpakia y la ciudad capital Taskent, conforman la República de Uzbekistán. Su capital es Qarshi. Está ubicada al sur del país, limitando al norte con Samarcanda, al noreste con Tayikistán, al sureste con Surjandarín, al suroeste con Turkmenistán y al noroeste con Bujará.
La provincia esta en el Pamir más occidental, la provincia es atravesada por el río Kasgar.
En esta provincia nació Timur; su lugar de nacimiento es el principal lugar turístico. En el subsuelo de la provincia hay petróleo y gas lo que supone la mayor fuente de economía.
- Datos: Q487577
- Multimedia: Qashqadaryo Region / Q487577